# Run (B'z)
Run è il sesto album in studio del gruppo rock giapponese B'z, pubblicato nel 1992.

## Tracce
1. The Gambler - 5:27
2. Zero - 4:50
3. Akai Kagerou (紅い陽炎) - 4:59
4. Run - 3:53
5. Out Of Control - 3:55
6. Native Dance - 4:45
7. Mr. Rolling Thunder - 4:34
8. Sayonara Nanka wa Iwasenai (さよならなんかは言わせない) - 4:29
9. Gekkou (月光) - 5:33
10. Baby, You're My Home - 4:04

## Formazione
- Koshi Inaba
- Takahiro Matsumoto